# Sebastijan
Sebastijan je moško osebno ime.

## Izvor imena
Ime Sebastijan je različica moških osebnih imen Boštjan in Sebastjan.

## Pogostost imena
Po podatkih Statističnega urada Republike Slovenije je bilo na dan 31. decembra 2007 v Sloveniji število moških oseb z imenom Sebastijan: 1.112. Med vsemi moškimi imeni pa je ime Sebastijan po pogostosti uporabe uvrščeno na 155. mesto.

## Osebni praznik
Osebe z imenom Sebastijan lahko godujejo takrat kot osebe z imenom Boštjan.

## Znane osebe
- Sebastijan Cavazza, slovenski gledališki in filmski igralec
- Sebastijan Podgornik